# ネヘンタ・ベイ (護衛空母)
ネヘンタ・ベイ (USS Nehenta Bay, CVE-74) は、アメリカ海軍の護衛空母。カサブランカ級航空母艦の20番艦。艦名はアラスカ州南東部グラビーナ島のネヘンタ湾に由来する。

## 艦歴
「ネヘンタ・ベイ」は合衆国海事委員会の契約下ワシントン州バンクーバーのカイザー造船所で建造され、1943年11月28日にロバート・H・スミス夫人によって進水する。1944年1月3日にオレゴン州アストリアで海軍に引き渡され、同日ホーレス・A・バターフィールド艦長の指揮下で就役した。
就役後の2月6日から12日にかけて、「ネヘンタ・ベイ」は補充の航空機と要員を乗せ、サンフランシスコ湾から真珠湾まで慣熟航海を行った。真珠湾で修理を要する航空機を回収した後に出港して、2月21日にサンディエゴに到着した。西海岸海域での更なる訓練を終えた後、補充の航空機と航空資材を積んで3月18日に出港して真珠湾に向かった。真珠湾で郵便物、便乗者および航空機を乗せた後出港し、4月7日にマジュロに到着。戦闘での負傷者や、破損した航空機を収容して4月27日にサンディエゴに到着した。
カリフォルニアとハワイ水域での戦闘訓練を行った「ネヘンタ・ベイ」は、6月18日に真珠湾を出撃してマリアナ諸島海域を目指した。エニウェトク環礁で第51任務部隊に合流した後、テニアン島に対する攻撃に参加。攻撃の期間中、「ネヘンタ・ベイ」の航空機は空中哨戒と対潜哨戒に出動する一方、7月5日と7日の対地攻撃では日本軍拠点や製糖工場を破壊した。補給のため7月16日にエニウェトク環礁に下がった後、護衛空母「ミッドウェイ (USS Midway, CVE-63) 」および12隻の駆逐艦とともに対潜掃討部隊を編成して、サイパン島とグアムの間で対潜哨戒を行った。
マリアナ諸島での戦闘を終えると、「ネヘンタ・ベイ」は第3艦隊（ウィリアム・ハルゼー大将）の補給部隊に配属され、その期間は1944年8月から1945年1月に及んだ。第3艦隊における「ネヘンタ・ベイ」などの護衛空母はマヌス島およびウルシー環礁から出動して後方支援と哨戒に徹し、大型空母が長期間の洋上作戦を実施できる支えとなった。その甲斐あって、第3艦隊はカロリン諸島、パラオ、フィリピン、台湾および南シナ海で日本軍のあらゆる妨害を受けつつも多大な戦果を挙げる事が出来、フィリピン奪還を成し遂げる事ができた。
その最中の12月17日、「ネヘンタ・ベイ」は第30.8.12任務隊の旗艦として第38任務部隊（ジョン・S・マケイン・シニア中将）に随伴中、コブラ台風に遭遇した。悪天候で航行が困難となり、マケイン中将はバターフィールド艦長に対して、第38任務部隊に属する全ての護衛空母を集合させた上で、護衛空母群の戦術指揮を執るよう指令した。「ネヘンタ・ベイ」はコブラ台風による被害をあまり受けなかった。1945年1月12日には、空襲を仕掛けてきた日本機を撃墜した。
2月19日、「ネヘンタ・ベイ」はオーバーホールを受けるためサンディエゴに到着。オーバーホールを終えた後、ハワイ水域で航空訓練を行い、グアムに寄港の後5月9日にウルシーに到着。沖縄戦の後半戦に参加し、「ネヘンタ・ベイ」の航空機は日本軍部隊を攻撃して味方部隊を支援した。6月7日には神風攻撃を受けたが、2機の特攻機は対空砲火で撃墜された。
「ネヘンタ・ベイ」は7月1日から8月15日に至るまで行われた、第38任務部隊による日本本土への最終攻撃に、補給部隊の護衛として参加。戦争が終わった後の8月31日、第38任務部隊は相模湾に到着。アリューシャン列島方面へ向かう途中、哨戒と捕虜支援を行った。9月24日に真珠湾に帰投し、航空機や航空ガソリン等を全て陸揚げして乗客スペースを設けた。9月30日、マーシャル諸島方面の復員兵を迎えに行くため出港し、10月中旬にサンフランシスコに到着した。11月にはフィリピン方面に向かって復員兵を収容し、11月27日に戻ってきた。その後、東海岸に回航されることとなり、パナマ運河を通過の後、1946年1月31日にボストンに到着した。5月15日にボストンにおいて退役して予備艦となった。その後、1955年6月12日にはCVU–74（雑役空母）に分類され、1959年5月7日にはAKV-24（貨物航空機運搬艦）に再分類された。除籍後、1960年6月29日にコールマーケット社にスクラップとして売却された。
「ネヘンタ・ベイ」は第二次世界大戦の戦功での7つの従軍星章を受章した。